# Franca Audu
Franca Audu (14 de febrero de 1991) es una deportista nigeriana que compitió en judo.
Ganó tres medallas de bronce en los Juegos Panafricanos entre los años 2011 y 2023, y una medalla de bronce en el Campeonato Africano de Judo de 2010.

## Palmarés internacional
| Juegos Panafricanos | Juegos Panafricanos               | Juegos Panafricanos | Juegos Panafricanos |
| Año                 | Lugar                             | Medalla             | Categoría           |
| ------------------- | --------------------------------- | ------------------- | ------------------- |
| 2011                | Maputo (Mozambique)               | Medalla de bronce   | –48 kg              |
| 2015                | Brazzaville (República del Congo) | Medalla de bronce   | –52 kg              |
| 2023                | Acra (Ghana)                      | Medalla de bronce   | –52 kg              |
| Campeonato Africano |                                   |                     |                     |
| Año                 | Lugar                             | Medalla             | Categoría           |
| 2010                | Yaundé (Camerún)                  | Medalla de bronce   | –48 kg              |